# ICE D
Als ICE D (D für Dauerbetrieb oder Dauererprobung) wurde ein Versuchs-ICE der Deutschen Bahn bezeichnet.
Der Versuchszug war, neben dem ICE S, eines von zwei Fahrzeugen, an dem Ende der 1990er Jahre der verteilte Antrieb der kommenden dritten ICE-Generation erprobt wurde.
Dabei wurden Fahrmotoren, Bremsen, Transformatoren und weitere Komponenten, zumeist unter dem Fahrgastraum (unterflur), über die gesamte Länge des Zuges verteilt installiert. Auf Triebköpfe sollte damit verzichtet werden. Durch dieses Konzept konnte ein mehrsystemfähiges Fahrzeug unter Einhaltung der im grenzüberschreitenden Verkehr maximalen Achslast von 17 t entwickelt werden.

## Geschichte
Die Industrie rüstete vier ICE-2-Mittelwagen (410 201 bis 203 und 810 201) dazu auf eigene Kosten zu Versuchsträgern um.
Der ICE D wurde aus den Triebköpfen eines seriennahen ICE 2 (402 013 und 402 014) und den Mittelwagen des ICE 1 (Triebzug 13) gebildet. Zwischen dem Wagenzug und dem Triebkopf 402 014 wurde zusätzlich der angetriebene Wagen 410 203 eingereiht, der Prototypen angetriebener Drehgestelle des zukünftigen ICE 3 aufnahm. Dabei versorgte einer der beiden Traktionsstromrichter des angrenzenden Triebkopfes die vier Fahrmotoren, welche eine Leistung von je 500 kW erbrachten. Die Fahrmotoren im hinteren Drehgestell des Triebkopfes waren abgeschaltet worden, um eine Übermotorisierung zu vermeiden. Der Erprobungswagen war ohne Innenausstattung, war für Fahrgäste nicht freigegeben und verfügte über lediglich vier Arbeitsplätze für Messtechniker.
Der Zug verkehrte zwischen April 1997 und Mitte 1999 auf der Strecke Hamburg–München in einem eintägigen Umlauf als ICE 791/ICE 792. Die Laufleistung betrug dabei etwa 2000 km pro Tag.
Nach dem Ende der Erprobungsphase im Sommer 1999 wurde der Triebzug 13 wieder mit seinen ursprünglichen Triebköpfen des ICE 1 ausgestattet, die Triebköpfe 402 013 und 402 014 für ICE-2-Triebzüge weiterverwendet. Der angetriebene Mittelwagen 410 203 wurde an die Industrie zurückgegeben.